# شوهی هوتا
شوهی هوتا (انگلیسی: Shuhei Hotta؛ زادهٔ ۱۲ مهٔ ۱۹۸۹) بازیکن فوتبال اهل ژاپن است.
از باشگاه‌هایی که در آن بازی کرده‌است می‌توان به باشگاه فوتبال کونسادول ساپورو اشاره کرد.